# Gbawe
Koordinaten: 5° 35′ N, 0° 18′ W
Gbawe ist ein Ort in der Greater Accra Region im westafrikanischen Staat Ghana.
Die Stadt liegt ein paar Kilometer westlich von Accra im Weija Gbawe Municipal District, am Unterlauf des Flusses Densu. Bei der letzten Volkszählung des Landes vom 26. September 2010 lebten 69.356 Einwohner in der Stadt. Hochrechnungen zum 1. Januar 2007 schätzen die Bevölkerung auf 52.910 Einwohner. Noch bei der Volkszählung des Jahres 1984 wurden lediglich 837 Einwohner aufgeführt, 1970 waren es 608. Der Ort ist eine Siedlung der Ga, die vor mehr als 100 Jahren entstand. Auch heute hat er eine eher dörfliche Struktur, in den großflächigen Neubaugebieten ist er suburban geprägt.